# Scelio rugosulus
Scelio rugosulus är en stekelart som beskrevs av Pierre André Latreille 1805. Enligt Catalogue of Life ingår Scelio rugosulus i släktet Scelio och familjen Scelionidae, men enligt Dyntaxa är tillhörigheten istället släktet Scelio och familjen gallmyggesteklar. Arten är reproducerande i Sverige. Inga underarter finns listade i Catalogue of Life.